# Wiesław Dubij
 Wiesław Dubij  (ur. 6 października 1970) – polski koszykarz na pozycji rzucającego obrońcy w zespole Spójni Stargard (1989–1998); trener II klasy (2004); nauczyciel WF w Zespole Szkół Mechanizacji Rolnictwa w Stargardzie (1994–2001); od lutego 2001 komendant straży miejskiej w Stargardzie.

## Życiorys

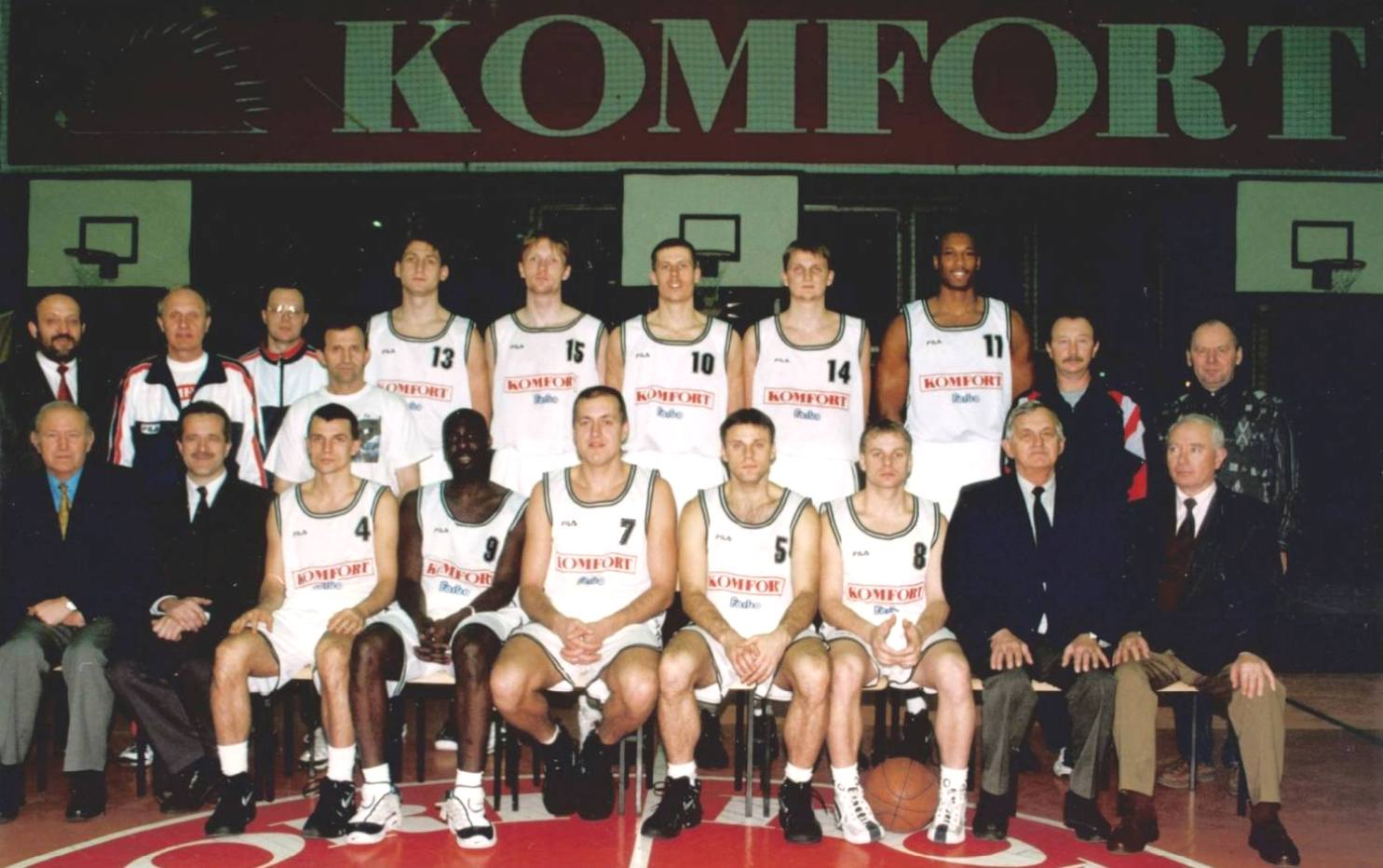
Wiesław Dubij (nr 5) w klubie Komfort Forbo Stargard (1997–1998)

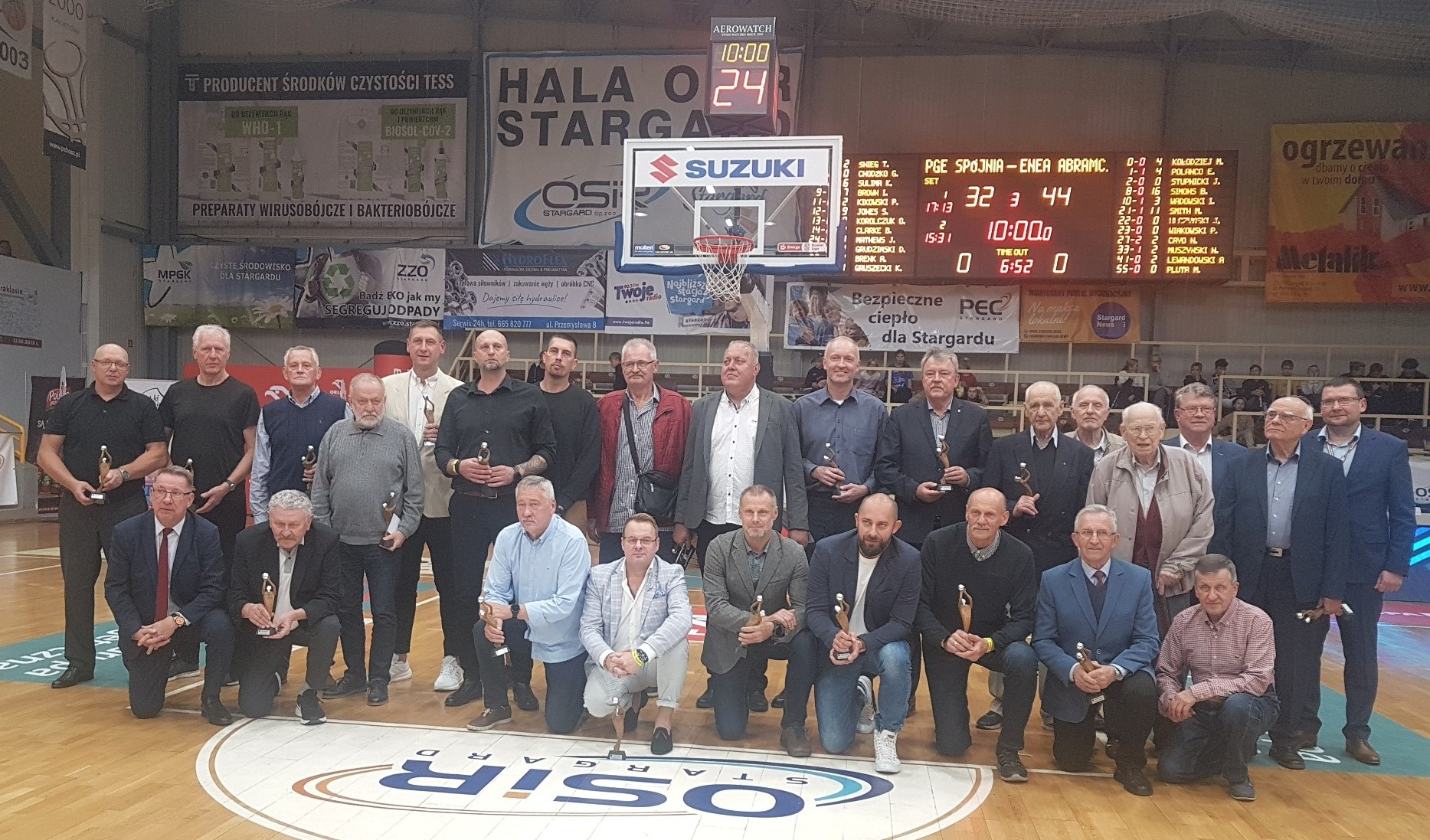
Stargard. Wiesław Dubij wśród gości honorowych PGE Spójni (30.09.2022)

Wiesław Dubij urodził się 6 października 1970. W 1985 ukończył Szkołę Podstawową nr 3 w Stargardzie Szczecińskim. Absolwent I Liceum Ogólnokształcącego (1989). W latach 1989–1994 studiował na Wydziale Nauk Przyrodniczych w Instytucie Kultury Fizycznej Uniwersytetu Szczecińskiego uzyskując tytuł magistra wychowania fizycznego kierunek nauczycielski. Absolwent kursu trenerskiego II klasy w Akademii Wychowania Fizycznego w Gdańsku z kierownikiem kursu Tadeuszem Hucińskim (2001). W 2004 ukończył dwu semestralne studia podyplomowe w zakresie Zarządzania Kryzysowego w Przedsiębiorstwie i Administracji na Wydziale Instytutu Zarządzania Transportem Zakład Zarządzania Kryzysowego Akademii Morskiej w Szczecinie.
W roku 1989 zadebiutował w pierwszoligowym zespole Spójni Stargard, gdzie w sezonie 1989/1990 zagrał 4 spotkania. W latach 1992–1994 rozegrał w pierwszoligowym stargardzkim zespole 54 meczów ze średnią 3,4 pkt.. W 1994 grał dalej w Spójni, która w rundzie zasadniczej sezonu 1993/94 w rozgrywkach I ligi drużyna zajęła pierwsze miejsce i awansowała do PLK (ekstraklasa). W sezonie 1994/1995 w PLK rozegrał 19 spotkań ze średnią 6,4 pkt. W sezonie 1995/1996 dalej grał w ekstraklasie, w stargardzkim klubie rozegrał 25 meczów ze średnią 2,9. W latach 1996–1997 miał rozegranych 22 gier. W sezonie tym w 1997 zdobył wraz z zespołem pierwszy tytuł w historii klubu – wicemistrzostwo Polski. Sezon 1997/1998 był ostatnim sezonem gdzie zagrał w składzie drużyny stargardzkiej mając 20 spotkań. Wiesław Dubij w sumie rozegrał 144 gier zdobywając 448 pkt.. 
Od 2001 jest komendantem straży miejskiej w Stargardzie. W 2019 podczas obchodów 70-lecia powstania stowarzyszenia Spójnia Stargard został odznaczony Srebrną Honorową Odznaką Polskiego Związku Koszykówki. 30 września 2023 uczestniczył w spotkaniu byłych koszykarzy, trenerzy i działaczy Spójni Stargard, którym jako gościom honorowym wręczono przed meczem z Eneą Abramczyk Astorią Bydgoszcz pamiątkowe statuetki z napisem „Przyjaciel Klubu”. 6 września 2024 podczas obchodów 75-lecia powstania Spójni Stargard został odznaczony Złotą Odznaką Honorową Gryfa Zachodniopomorskiego”. 

## Osiągnięcia
Na podstawie, o ile nie zaznaczono inaczej.

### Drużynowe
- wicemistrz Polski (1997)
- Uczestnik rozgrywek:
  - Koracia (1995/1996), (1996/1997), (1997/1998)

## Odznaczenia i wyróżnienia
Wiesław Dubij był odznaczany: 
- Brązowa Honorowa Odznaka PZKosz (2016)[18]
- Srebrna Honorowa Odznaka PZKosz (2019)[19]
- Medal 60-lecia koszykówki zachodniopomorskiej (2009)
- Złota Honorowa Odznaka PZKosz (2024)[15]

## Historyczne składy Wiesława Dubija (zawodnik)
Wiesław Dubij zadebiutował w stargardzkim zespole w 1989. Grał w zespole stargardzkim w różnych składach.

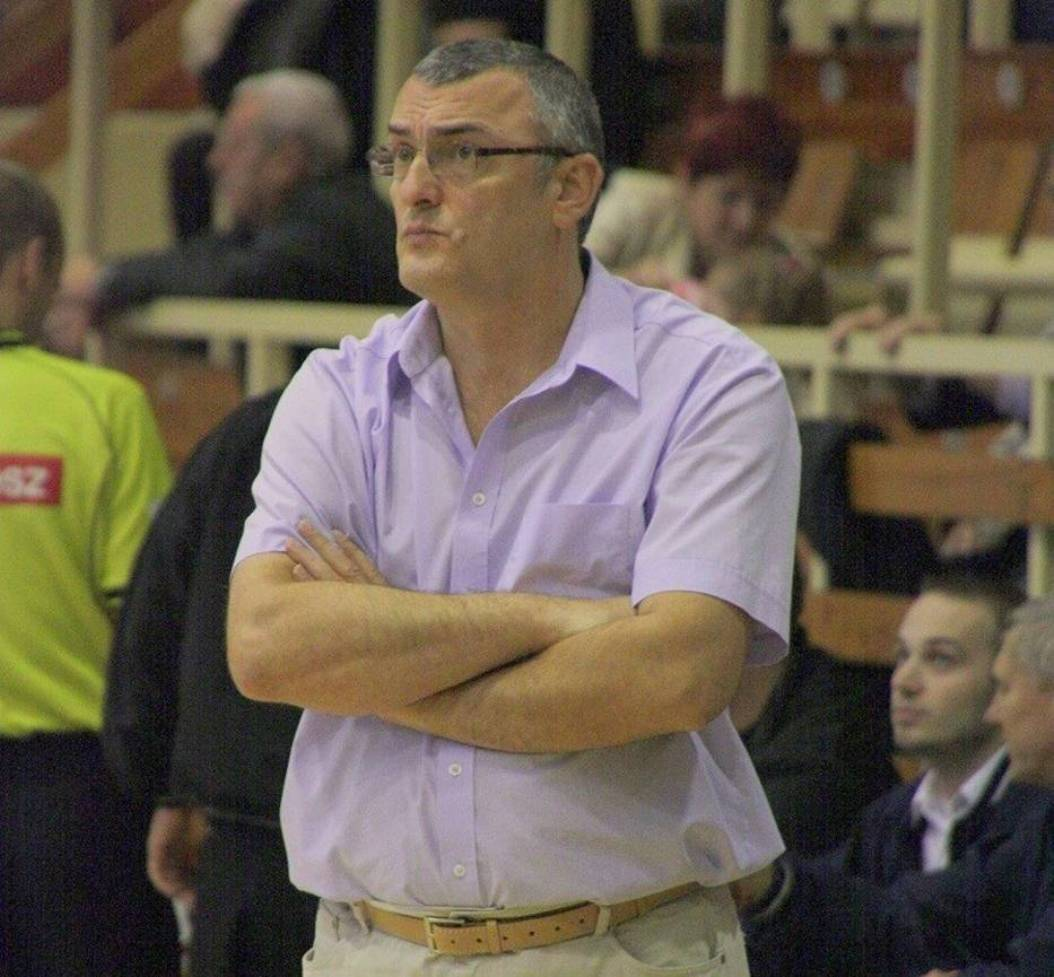
Grzegorz Chodkiewicz był trenerem Wiesława Dubija

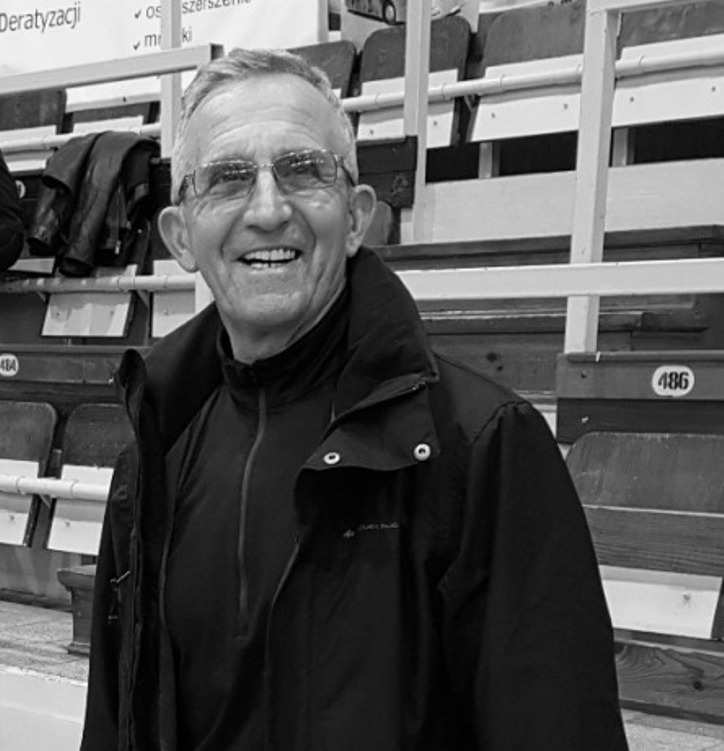
Ryszard Janik był trenerem Wiesława Dubija

### Sezon 1989/1990 (I liga)
Wiesław Dubij w sezonie 1989/1990 rozpoczął rozgrywki w I lidze i grał w składzie:
| Nr | Poz. | Nar.   | Nazwisko i imię        | Data urodzenia | Wzrost  | Masa ciała |
| -- | ---- | ------ | ---------------------- | -------------- | ------- | ---------- |
| 4  | S/C  | Polska | Bartosz, Mariusz       | 1962           | 200 cm  |            |
| 7  | S    | Polska | Cieliński, Marek       | 1969-04-25     | 197 cm  |            |
| 5  | G/F  | Polska | Koziorowicz, Krzysztof | 1957-03-24     | 181 cm  |            |
| 8  | R    | Polska | Purwiniecki, Ireneusz  | 1963-06-29     | 188 cm  |            |
|    | PG   | Polska | Stachowiak, Andrzej    | 1956           | 192? cm |            |
| 5  | O    | Polska | Dubij, Wiesław         | 1970-10-06     | 185 cm  |            |
| ?  | O    | Polska | Fleming, Piotr         | 1970           | 190 cm  |            |
| 9  | S    | Polska | Matyga, Ireneusz       | 1966           | 198 cm  |            |
|    | PG   | Polska | Miłek, Waldemar        | 1965           | 189 cm  |            |
| 5  | C    | Polska | Szrama, Waldemar       | ?              | ? cm    |            |
| ?  | ?    | Polska | Trybuła, Mariusz       | ?              | ? cm    |            |
| ?  | ?    | Polska | Marczyk, Leszek        | ?              | ? cm    |            |

Trener:  Grzegorz Chodkiewicz
 Asystenci: Ryszard Janik
- kierownik drużyny:Ryszard Pasikowski

### Sezon 1992/1993 (I liga)
Wiesław Dubij w sezonie 1992/1993 rozpoczął rozgrywki w I lidze grając w składzie:

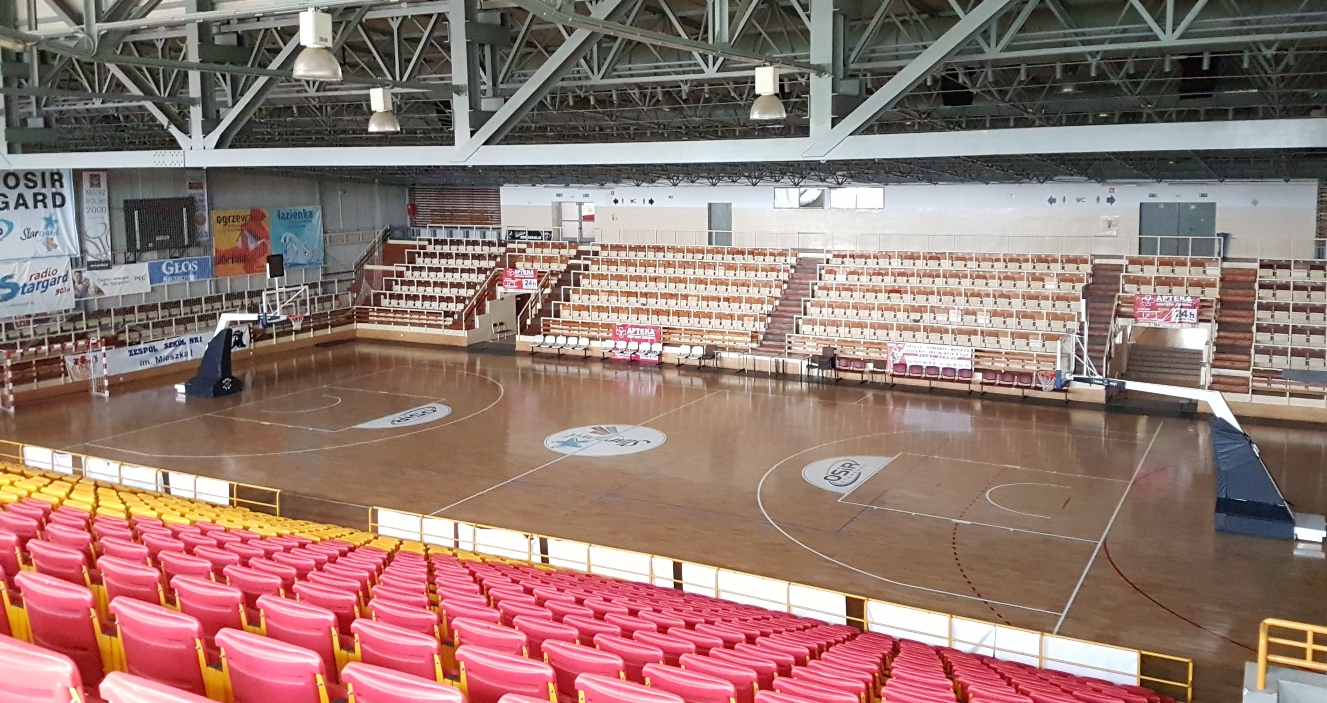
Wiesław Dubij zadebiutował w stargardzkiej hali sportowej w 1990

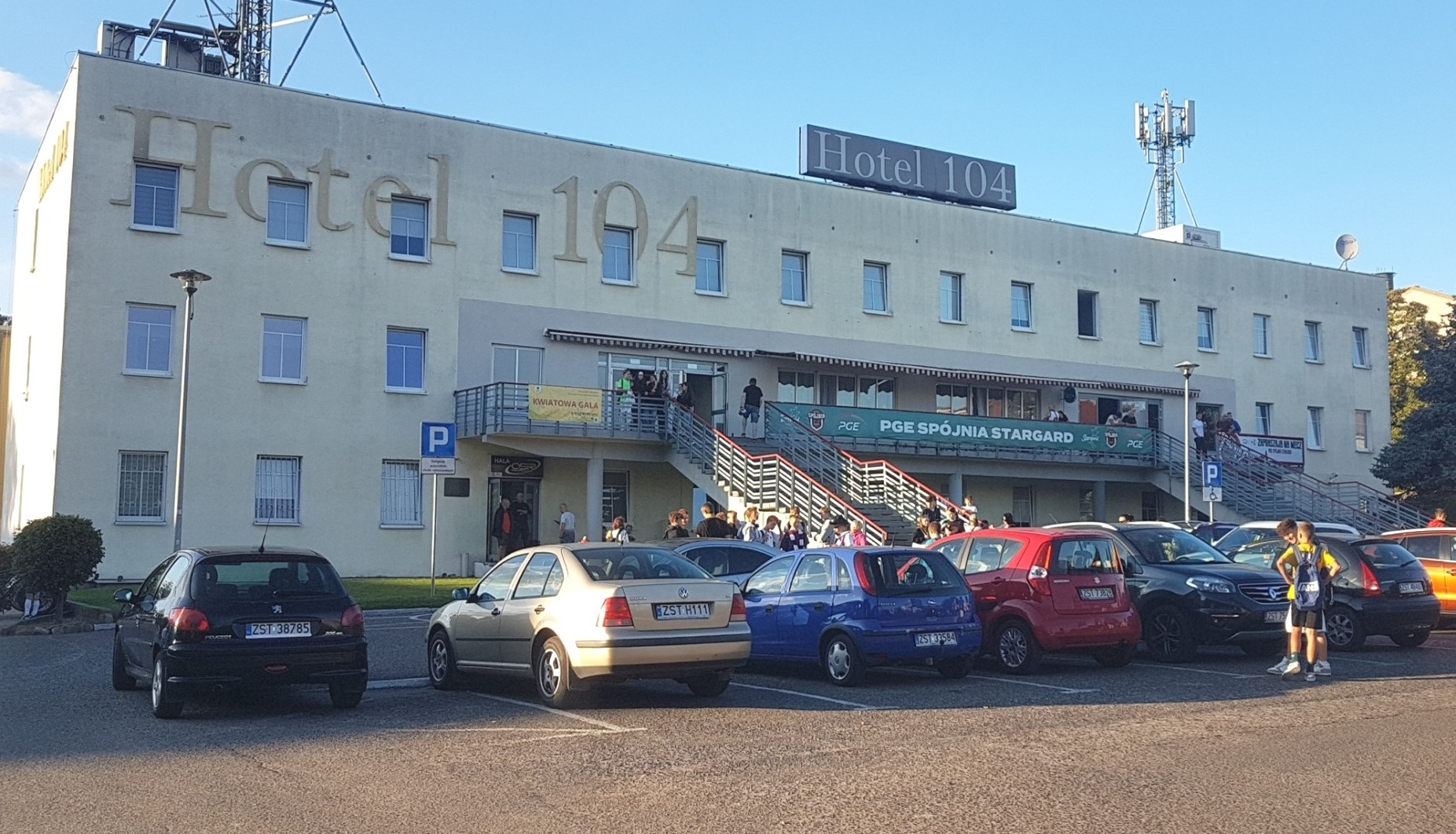
Hala OSiR i Hotel 104 (2023)

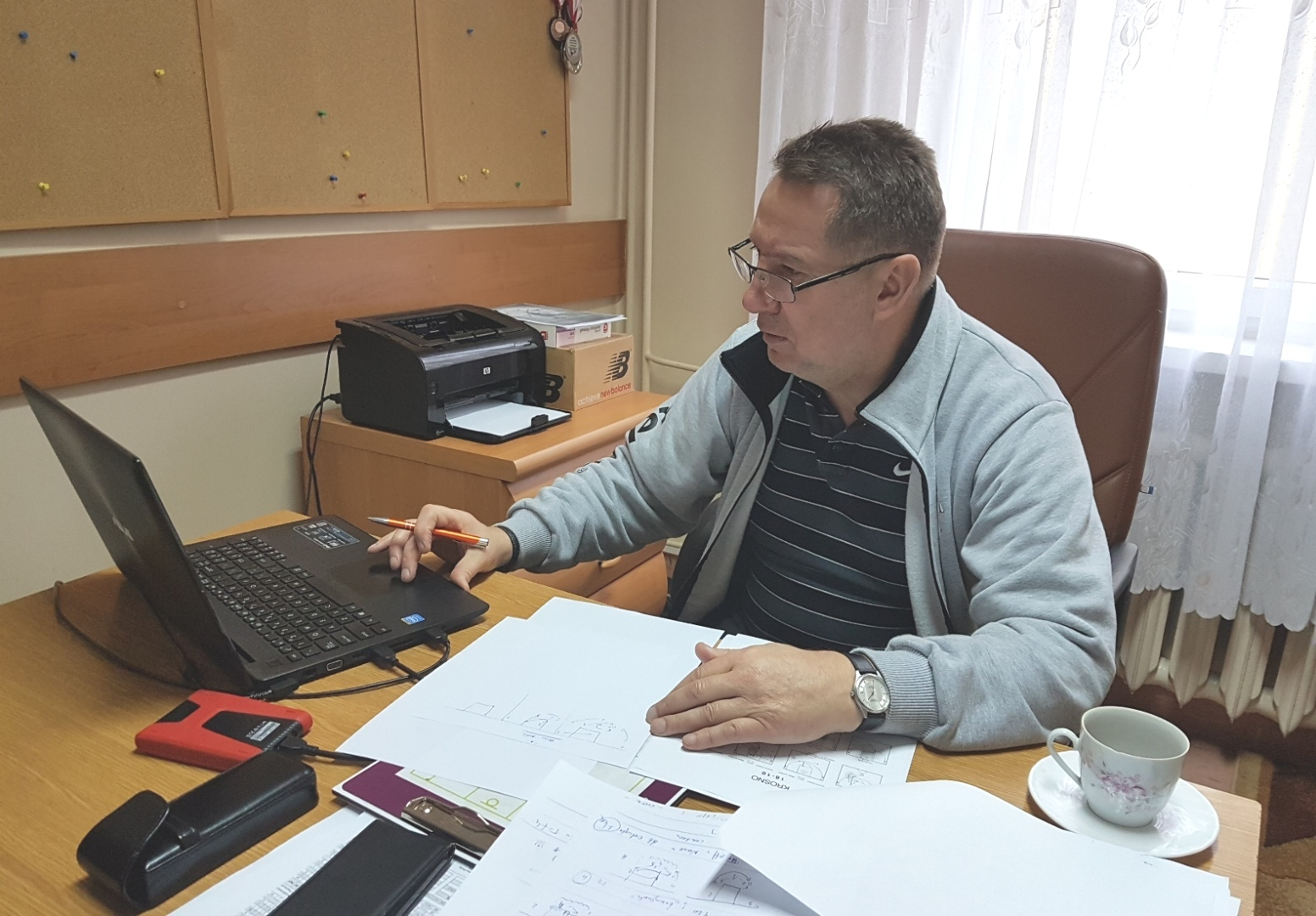
Krzysztof Koziorowicz był trenerem Wiesława Dubija

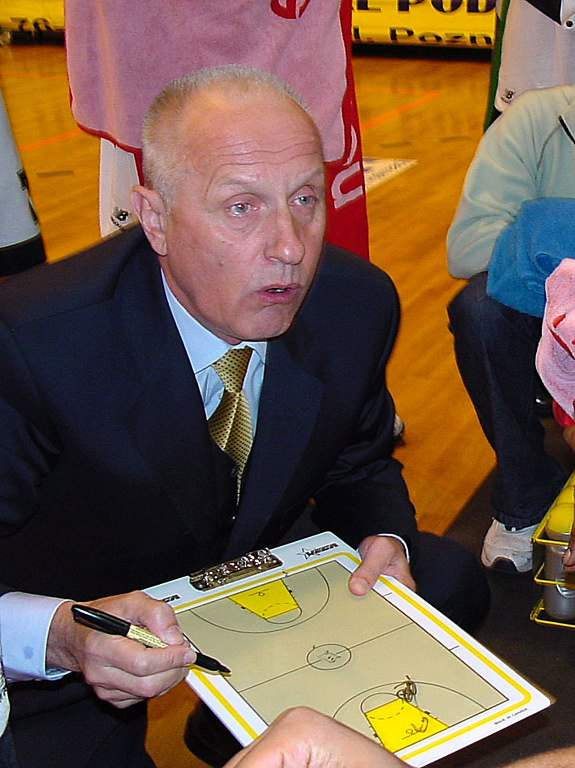
Tadeusz Aleksandrowicz był trenerem Dubija

| Nr | Poz. | Nar.   | Nazwisko i imię       | Data urodzenia | Wzrost | Masa ciała |
| -- | ---- | ------ | --------------------- | -------------- | ------ | ---------- |
| 4  | S/C  | Polska | Bartosz, Mariusz      | 1962           | 200 cm |            |
| ?  | C    | Polska | Bigus, Rafał          | 1976-07-12     | 215 cm |            |
| 15 | C    | Litwa  | Leonavicius, Sigitas  | 1965-10-13     | 205 cm |            |
|    | PG   | Litwa  | Petronis, Romualdas   | ?              | ? cm   |            |
| 8  | R    | Polska | Purwiniecki, Ireneusz | 1963-06-29     | 188 cm |            |
| 14 | R    | Polska | Szczerbala, Robert    | 1971-01-9      | 172 cm |            |
| 10 | S/C  | Polska | Molenda, Andrzej      | 1975-02-07     | 203 cm |            |
| 6  | S    | Polska | Śpiewak, Grzegorz     | 1973-03-15     | 192 cm |            |
| 7  | S    | Polska | Cieliński, Marek      | 1969-04-25     | 197 cm |            |
| 5  | R    | Polska | Dubij, Wiesław        | 1970-10-06     | 185 cm |            |
| 9  | S    | Polska | Matyga, Ireneusz      | 1966           | 198 cm |            |

Trener:  Grzegorz Chodkiewicz
 Asystenci: Mieczysław Major

### Sezon 1995/1996 (PLK)
Wiesław Dubij w sezonie 1992/1993 rozpoczął rozgrywki w PLK (ekstraklasa) i grał w składzie:
| Nr | Poz. | Nar.              | Nazwisko i imię       | Data urodzenia | Wzrost | Masa ciała |
| -- | ---- | ----------------- | --------------------- | -------------- | ------ | ---------- |
| 8  | C    | Stany Zjednoczone | Eggleston, Martin     | 1967-01-27     | 209 cm |            |
| ?  | R    | Stany Zjednoczone | Williams, Keith       | 1965-03-30     | 180 cm |            |
| 3  | R    | Polska            | Kościuk, Robert       | 1969-01-17     | 186 cm |            |
| 8  | R    | Polska            | Purwiniecki, Ireneusz | 1963-06-29     | 188 cm |            |
| 7  | S    | Polska            | Cieliński, Marek      | 1969-04-25     | 197 cm |            |
| 5  | R    | Polska            | Dubij, Wiesław        | 1970-10-06     | 185 cm |            |
| 10 | S/C  | Polska            | Molenda, Andrzej      | 1975-02-07     | 203 cm |            |
| 14 | R    | Polska            | Szczerbala, Robert    | 1971-01-9      | 172 cm |            |
| 4  | S    | Polska            | Dubicki, Jarosław     | 1966-01-20     | 185 cm |            |
| 6  | S    | Polska            | Śpiewak, Grzegorz     | 1973-03-15     | 191 cm |            |
| 15 | S    | Polska            | Wiekiera, Paweł       | 1978-01-14     | 205 cm |            |
| 12 | C    | Polska            | Kołodziejczak, Jerzy  | 1965-10-13     | 205 cm |            |

Trener:  Krzysztof Koziorowicz
 Asystenci: Ryszard Janik

### Sezon 1996/1997 (PLK - wicemistrzostwo)
Wiesław Dubij w sezonie 1996/1997 rozpoczął rozgrywki w PLK (ekstraklasa) i na koniec sezonu wraz z zespołem zdobył tytuł wicemistrza Polski i grał w składzie:

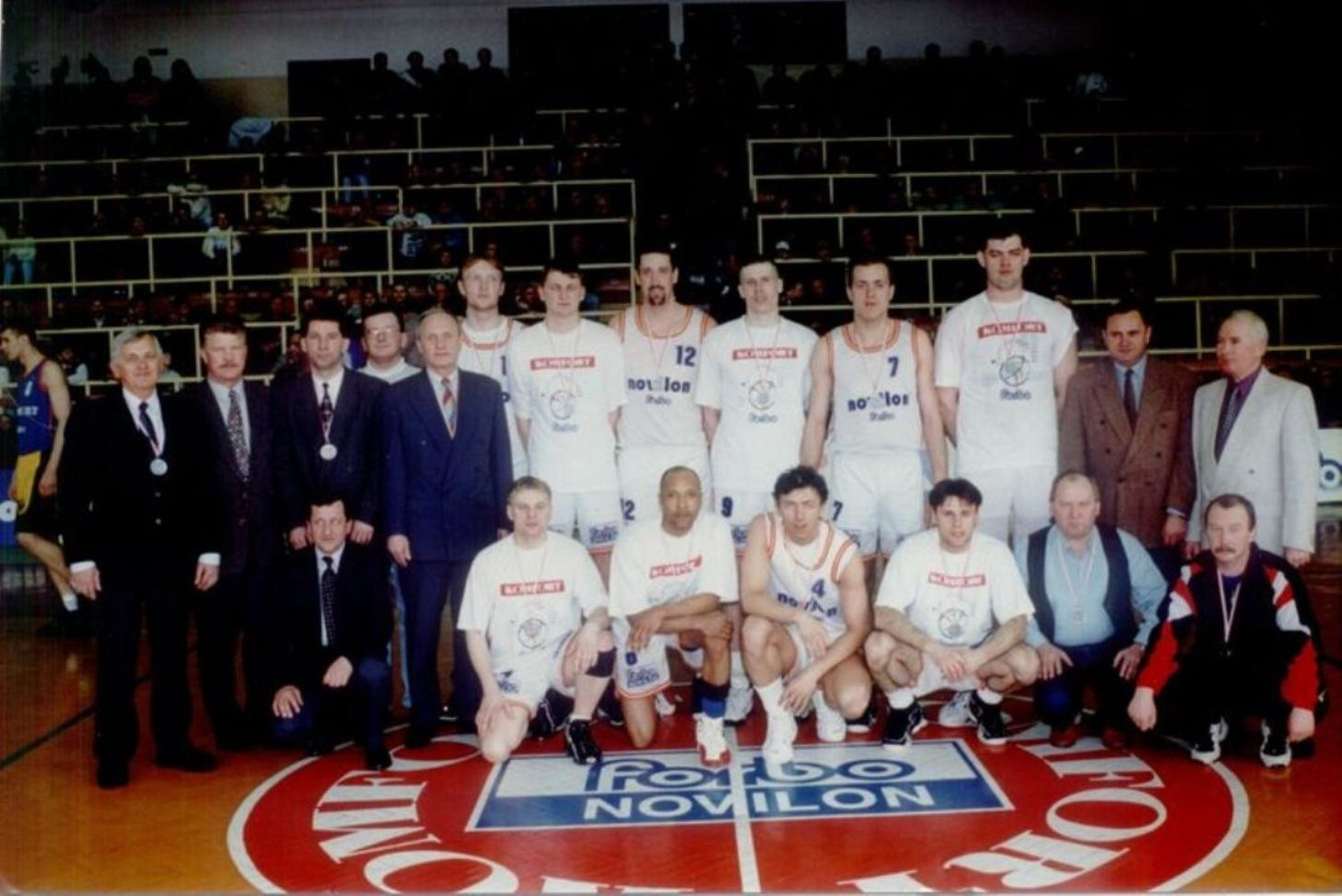
Stargard Szczeciński, 1997. Wiesław Dubij w stargardzkim zespole wicemistrzowskim. Zawodnicy od lewej: Wiekiera, Morkowski, Mc Naull, Ignatowicz, Cieliński, Wilangowski, klęczą: Szczerbala, Wiliams, Sobczyński, Dubij

| Nr | Poz. | Nar.              | Nazwisko i imię        | Data urodzenia | Wzrost | Masa ciała |
| -- | ---- | ----------------- | ---------------------- | -------------- | ------ | ---------- |
| 7  | S    | Polska            | Cieliński, Marek       | 1969-04-25     | 198 cm |            |
| 5  | R    | Polska            | Dubij, Wiesław         | 1970-10-06     | 185 cm |            |
| 12 | C    | Stany Zjednoczone | McNaull, Joseph        | 1972-06-23     | 208 cm |            |
| 11 | R    | Polska            | Szczerbala, Robert     | 1971-01-09     | 172 cm |            |
| 14 | S    | Polska            | Morkowski, Robert      | 1974-08-21     | 200 cm |            |
| 4  | R    | Polska            | Sobczyński, Marek      | 1963-10-29     | 194 cm |            |
| 15 | S    | Polska            | Wiekiera, Paweł        | 1978-01-14     | 205 cm |            |
| 13 | S    | Polska            | Ignatowicz, Piotr      | 1975-02-07     | 195 cm |            |
| 8  | C    | Polska            | Grudziński, Wiktor     | 1978-04-09     | 207 cm |            |
| 6  | C    | Polska            | Wilangowski, Krzysztof | 1965-03-30     | 210 cm |            |
| 13 | R    | Stany Zjednoczone | Williams, Keith        | 1965-03-30     | 180 cm |            |

Trener:  Tadeusz Aleksandrowicz
 Asystenci: Krzysztof Koziorowicz

### Sezon 1997/1998 (rozgrywki w PLK)
Wiesław Dubij w sezonie 1997/1998 rozpoczął rozgrywki w PLK (ekstraklasa) i grał w składzie, był to ostatni sezon w jego karierze:

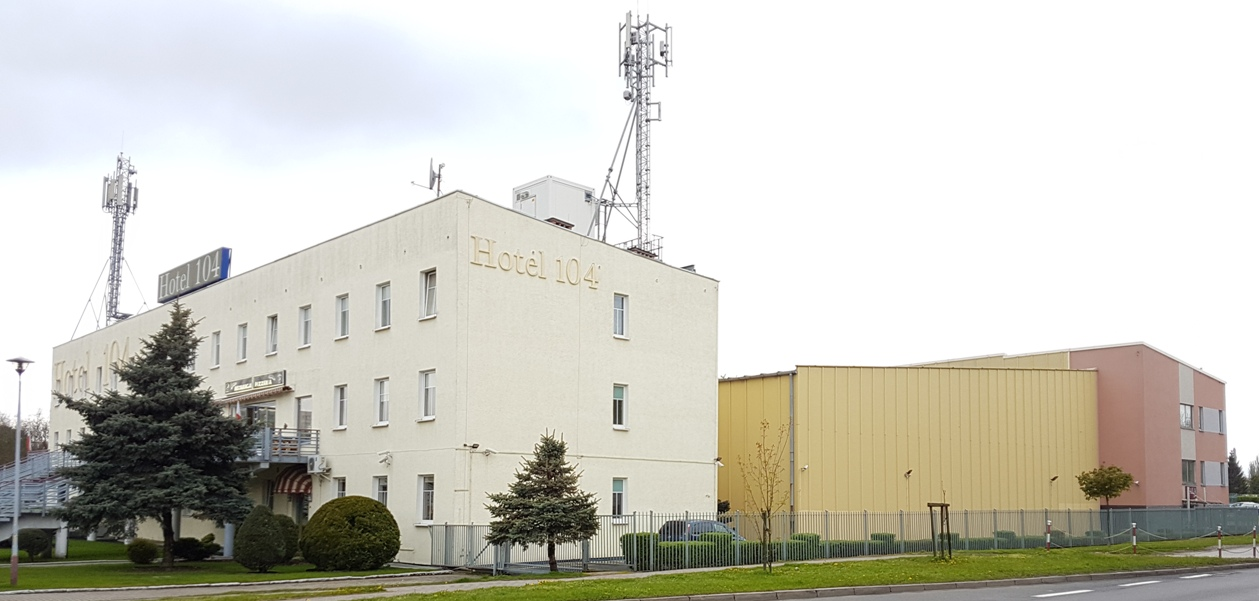
Wiesław Dubij ostatni sezon w stargardzkiej hali zagrał 1997/98

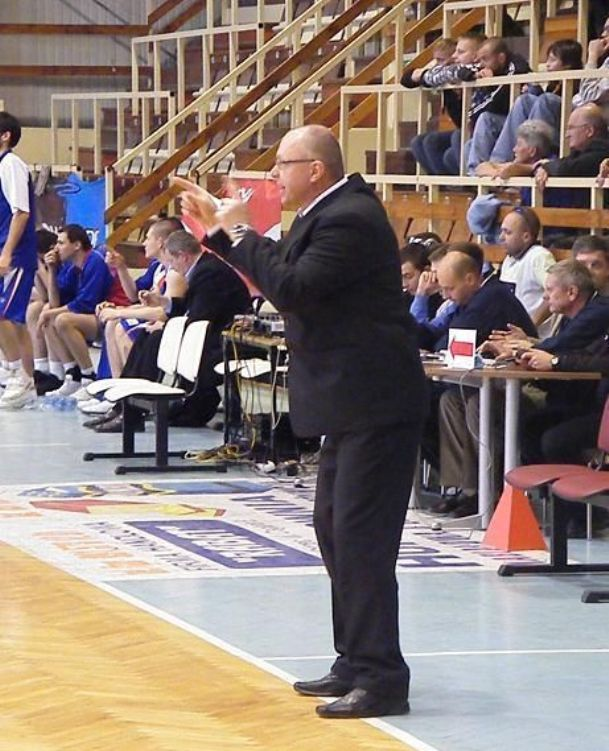
Mieczysław Major był II trenerem Wiesława Dubija

| Nr | Poz. | Nar.              | Nazwisko i imię       | Data urodzenia | Wzrost | Masa ciała |
| -- | ---- | ----------------- | --------------------- | -------------- | ------ | ---------- |
| 7  | S    | Polska            | Cieliński, Marek      | 1969-04-25     | 198 cm |            |
| 5  | R    | Polska            | Dubij, Wiesław        | 1970-10-06     | 185 cm |            |
| 13 | C    | Rosja             | Griszajew, Siergiej   | 1961           | 208 cm |            |
| 15 | C    | Polska            | Grudziński, Wiktor    | 1978-04.-9     | 207 cm |            |
| 12 | C    | Polska            | Ignatowicz, Piotr     | 1975-02-7      | 198 cm |            |
| 3  | R    | Polska            | Kościuk, Robert       | 1969-01-17     | 186 cm |            |
| 14 | S    | Polska            | Morkowski, Robert     | 1974-08-21     | 200 cm |            |
| 11 | R    | Polska            | Szczerbala, Robert    | 1971-01-9      | 172 cm |            |
| 15 | S    | Polska            | Wiekiera, Paweł       | 1978-01-14     | 205 cm |            |
| 6  | C    | Stany Zjednoczone | Stern, Jeff           | 1968-08-24     | 208 cm |            |
| 4  | S/C  | Polska            | Price, Marzel         | 1963-10-29     | 206 cm |            |
| 8  | S    | Rosja             | Tanasiejczuk, Nikołaj | 1959-12-16     | 190 cm |            |
| 8  | S/R  | Stany Zjednoczone | Upshaw, Kelvin        | 1959-12-16     | 188 cm |            |
| ?  | S    | Polska            | Kurkianiec, Kamil     | 1980-01-13     | 190 cm |            |
| ?  | S    | Polska            | Krzemiński, Łukasz    | 1980-06-16     | 201 cm |            |

Trener:  Tadeusz Huciński
 Asystenci: Mieczysław Major

## Ciekawostki
Ciekawostki związane z Wiesławem Dubijem:
- pierwszym obiektem, gdzie Wiesław Dubij jako junior trenował i grał, była sala gimnastyczna Szkoły Podstawowej nr 12 (obecnie Zespół Szkół Ogólnokształcących i Gimnazjum Integracyjne w Stargardzie), potem w 1990 wielofunkcyjny obiekt przy ul. Pierwszej Brygady 1;
- Wiesław Dubij w stargardzkim klubie rozegrał 144 mecze i zdobył 448;
- boiskowy pseudonim: „Pedagog”.